# Il restauratore (romanzo)
Il restauratore è un romanzo di spionaggio di Daniel Silva che si caratterizza per l'inserimento di personaggi realmente esistiti.

## Trama
Il protagonista Gabriel Allon viene richiamato in servizio nel Mossad per un'operazione top secret ovvero l'eliminazione di un pericoloso terrorista palestinese.
Scrittura asciutta e diretta, la lettura scorre rapida ed avvincente in quanto l'autore, pur trattando di spionaggio, non complica esageratamente la narrazione come spesso accade in questo genere letterario.